# Pablo Berasaluze
Pablo Berasaluze Zabala, nacido el 15 de septiembre de 1977 en Bérriz (Vizcaya), conocido como Berasaluze VIII o  Berasaluze II (desde 2013), es un exjugador español de pelota vasca en la especialidad de mano. Jugaba en la posición de delantero, para la empresa Asegarce.
Su nombre completo puede dar lugar a equívocos con su abuelo, de nombre y apellidos coincidentes, que fue conocido en el mundo de la pelota como Chiquito de Mallavia, nacido en 1908. Quizás sea "Pablito" el apelativo más propio y extendido de Pablo Berasaluze, pelotari muy apreciado entre los aficionados no sólo de su tierra natal.

## Carrera profesional
Debutó como profesional en el año 1998 en el frontón municipal de Vergara, cuando contaba con 19 años de edad. Su principal característica es el juego de ataque con un gran gancho de izquierda.
A lo largo de su carrera profesional, ha logrado sus mayores éxitos en los torneos y campeonatos de Parejas. Destaca sobre todo que llegó a la final de la edición del mano parejas de 1999 junto al zaguero navarro Rubén Beloki.
También llegó a la final del mano parejas de 2013, con Jon Ander Albisu como zaguero, resultando lesionado por rotura del tendón de Aquiles en el décimo tanto (4-6 a favor de Martínez de Irujo y Zabaleta). Disputó dicha final bajo la denominación de Berasaluze II en honor a su padre, José Antonio Berasaluze Aranzadi.
Dos años más tarde volvió a clasificarse para la final del Parejas, esta vez en compañía de Zubieta. 
Pablo jugó su último partido como profesional el 1 de octubre de 2016, con el apoyo de Mikel Urrutikoetxea como zaguero, imponiéndose por 22 tantos a 18 a la pareja formada por Olaizola II y Mikel Larunbe. Tras el partido, Berasaluze recibió un homenaje.

## Final de Mano Parejas
| Año      | Campeones                    | Subcampeones                 | Tanteo | Frontón   |
| -------- | ---------------------------- | ---------------------------- | ------ | --------- |
| 1999 (1) | Nagore - Errandonea          | Berasaluze VIII - Beloki     | 22-17  | Atano III |
| 2013     | Martínez de Irujo - Zabaleta | Berasaluze VIII (2) - Albisu | 6-4    | Vizcaya   |
| 2015     | Bengoetxea VI - Untoria      | Berasaluze VIII - Zubieta    | 22-7   | Vizcaya   |

(1) En la edición de 1999 se disputaron dos torneos por la falta de acuerdos entre las dos empresas de pelota mano, ASPE y Asegarce.
(2) Retirado por lesión.